# Neoatractosoma strandi
Neoatractosoma strandi är en mångfotingart som beskrevs av Carl Graf Attems 1927. Neoatractosoma strandi ingår i släktet Neoatractosoma och familjen Neoatractosomatidae. Inga underarter finns listade i Catalogue of Life.